# 米日カウンシル
米日カウンシル（べいにちカウンシル、英語: U.S.-Japan Council、略称: USJC） は、アメリカ合衆国ワシントンD.C.と日本国東京都に本部を置く、501(c)(3)団体及び公益財団法人。

## 目的[1]
- 日系アメリカ人をはじめとする日米のリーダーが集い、二国間の絆を強化する。
- 多様なリーダーが分野を超えて協力し合い、深く持続的な関係が築けるネットワークを、提供する。
- 人生を変える様な経験を、提供する事によって、日米の関係強化に貢献する意欲を持った、次世代のリーダーを育成する。
- 社会への貢献を重視し、メンバーによる多文化的な観点や経験が、社会に良い変化をもたらすよう、行動を起こす。

## 歴史
全米日系人博物館の館長兼CEOなどを歴任したアイリーン・ヒラノ・イノウエをはじめとする、日本との関係強化を重視する日系アメリカ人の有識者によって、2009年に設立される。ヒラノ・イノウエは、日本の外務省との連携による、在米日系人リーダー招へいプログラムを通して、日系コミュニティにおける指導者を、日本に紹介していた。
2012年には「TOMODACHIイニシアチブ」（後述参照）に関する事業を支援すべく、日本法人が一般財団法人として設立される。翌2013年には、公益財団法人へ移行する。
2014年4月25日に、安倍晋三首相とバラク・オバマ大統領は、日米首脳会談後に発表した共同声明の中で、両国関係の発展に寄与したUSJCによる活動を、高く評価した。声明では、同団体による代表的な取り組みである、在米日系人リーダー招へいプログラムと「TOMODACHIイニシアチブ」の重要性が、特に強調された。
2020年5月18日には、スザンヌ・バサラがヒラノ・イノウエの後任として、会長兼CEOに就任した。

## TOMODACHIイニシアチブ
「TOMODACHIイニシアチブ」とは、日本国政府の支援を受けて、USJCと駐日アメリカ合衆国大使館が主導する官民パートナーシップである。
2011年に発生した東日本大震災に伴い、USJCは「米日カウンシル地震救援基金」を創設し、日本のNPOやNGOによる救援と復興の取り組みを支援した。当時のジョン・ルース駐日大使は、USJCに官民パートナーシップを実施するべく、大使館と協力する様に呼び掛けた。これが「トモダチ作戦」の名称と精神を引き継ぐ形で、「TOMODACHIイニシアチブ」としてスタートする事となった。
現在では、教育・文化交流・リーダーシップといったプログラムを通して、日米の次世代のリーダーを育成する事を、目標としている。

## 著名なメンバー[6][7][8][9]
特命全権大使となった人物の氏名は、太字で表記する。

### 日本
| - 阿川尚之 - 藤﨑一郎 - 藤田浩之 - 福田康夫 - 福武總一郎 - 東原敏昭 - 平井一夫 - 飯島彰己 - 井上礼之 - 加藤良三 - 川村隆 - 河野雅治 | - 河野洋平・太郎親子 - 国谷裕子 - 三毛兼承 - 永野毅 - 新浪剛史 - 奥田健太郎 - 桜井本篤 - 佐々江賢一郎 - 鷹城勲 - 田中正明 - 山口明夫 - 山中伸弥 |

### アメリカ合衆国
| - ジョージ・アラタニ - ジョージ・アリヨシ - ハワード・ベーカー - ジェラルド・カーティス - トーマス・フォーリー - グレン・フクシマ - 五嶋龍 - コリーン・ハナブサ - アーネスト・ヒガ - メイジー・ヒロノ - ダニエル・イノウエ - フレッド・カタヤマ | - ダグラス・パーカー - ドリス・マツイ - ノーマン・ミネタ - ウォルター・モンデール - ダニエル・オキモト - ジョン・シーファー - マーク・タカノ - ジョージ・タケイ - ポール・テラサキ - クリスティー・ヤマグチ - ロイ・ヤマグチ |